# محطة باريس أوسترليتز
محطة باريس أوسترليتز (بالفرنسية: Gare de Paris-Austerlitz)، هي واحدة من أكبر سبع محطات للسكك الحديدية في باريس. تقع المحطة على الضفة اليسرى لنهر السين في الجزء الجنوبي الشرقي من المدينة، في الدائرة الثالثة عشرة. وهي بداية سكة حديد باريس- بوردو المتصل بالخط المؤدي إلى تولوز.